# Abstimmanzeige
Eine Abstimmanzeige ist eine Hilfseinrichtung bei Rundfunkempfangsgeräten. Sie dient dazu, die optimale Abstimmung auf den gewünschten Rundfunksender neben der akustischen Qualität (Lautstärke, Klirrfaktor) zusätzlich anhand einer optischen Anzeige zu erleichtern.
Am bekanntesten bei älteren Geräten aus der Röhrengeneration ist das Magische Auge. Die verbesserte Form ist der Magische Fächer.

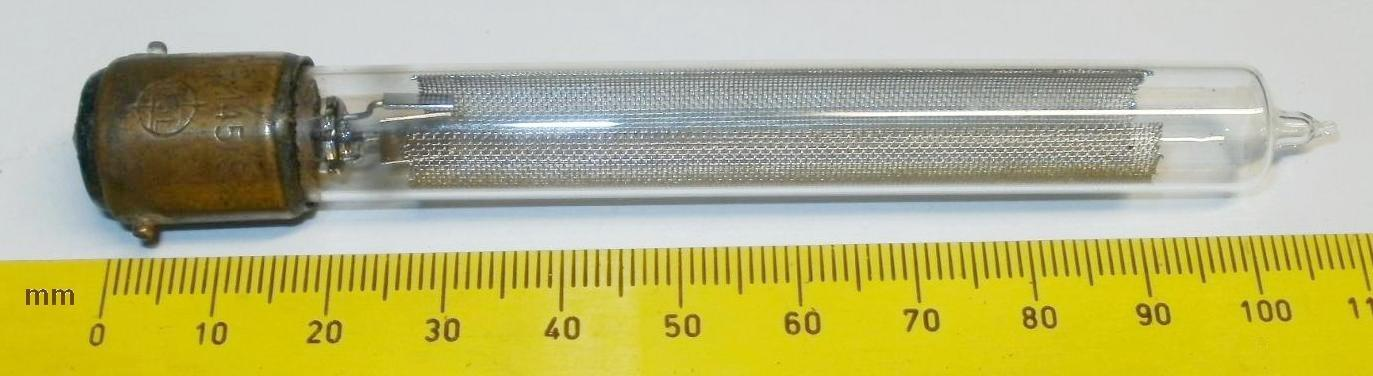
Als Abstimmanzeige dienende, wie ein bargraph arbeitende Glimmlampe

Es gab auch anders arbeitende Abstimmanzeigen:
- Glimmlampen mit über eine Hilfselektrode steuerbarer Kathodenbedeckung
- elektromagnetisch angetriebene Elemente, die auf einer Art Mattscheibe ein Schattenbild projizierten
- In Fernsehgeräten eine auf Knopfdruck in das über das aktuell dargestellte Fernsehbild gelegte Abschattung, die bei guter Abstimmung Form oder Ausdehnung ändert (schmalerwerdender heller senkrechter Balken, nach unten wanderndes helles Dreieck usw.)

In neueren, transistorisierten Geräten wurden auch Zeigermessgeräte und LED-Balkenanzeigen verwendet.
Die Abstimmanzeige wird bei AM-Empfängern aus dem Regelsignal der automatischen Verstärkungsregelung (AGC) und somit dem gleichgerichteten Träger gewonnen. Sie zeigt daher die Empfangsfeldstärke an; es wird auf maximalen Ausschlag abgestimmt.
Bei FM-Empfängern wird das Abstimmanzeigesignal normalerweise aus dem Gleichanteil des FM-Demodulatorausgangs gewonnen, was eine direkte Anzeige der Frequenzablage (also des Abstimmfehlers) ermöglicht; hier wird ein Zeigerinstrument mit Mittel-Nullstellung auf Nullausschlag abgestimmt. Gelegentlich wird es aber auch aus dem Grad der Pegel-Begrenzung der Zwischenfrequenz gewonnen.
Zum Rundfunkempfang konstruierte integrierte Schaltkreise bieten oft einen speziellen Ausgang zur Ansteuerung einer Abstimmanzeige.
Abstimmanzeigen sind heute kaum noch anzutreffen, da die automatische Frequenznachstimmung (AFC) sie erübrigt. Zu Beginn des AFC benötigte man sie noch, da die AFC-Funktion per Hand zugeschaltet werden musste. Modernere AFC schalten sich bei Betätigung der Sendereinstellung automatisch ab und eine gewisse Zeit nach Ende der Betätigung wieder ein. Mit dem Aufkommen der Digitalabstimmung mit Hilfe von quarzstabilisierten PLL- und DDS-Tunern wurden AFC und Abstimmanzeige schließlich ganz überflüssig.